# Sebastián de la Calzada
Pour les articles homonymes, voir Calzada.
Sebastián de la Calzada, né à Séville, Espagne, en 1770 et probablement mort à Cuba en 1824, est un militaire espagnol, qui a atteint le grade de général de brigade au sein de l'armée royaliste en Amérique.

## Biographie

### Premiers engagements
Vers 1808 ou 1809, Sebastián de la Calzada est actif en tant que soldat dans le bataillon vétéran Caracas. Le 2 février 1814 il prend le commandement des troupes de José Antonio Yáñez (es) à l'occasion de la mort de cet officier à Ospino[Lequel ?]. En mars de la même année, il dirige le siège de San Carlos et la persécution ultérieure de la Nouvelle-Grenade contre le général Rafael Urdaneta. En 1815, le général Pablo Morillo réorganise le régiment d'infanterie "Numancia" (es) créé par Yañez et dont le premier bataillon est placé sous les ordres de Calzada.

### Reconquête de la Nouvelle-Grenade
Le 18 octobre 1815, à la tête de la cinquième division, Sebastián de la Calzada quitte Guasdualito (Venezuela) pour la Nouvelle-Grenade avec pour objectif de menacer Santa Fe de Bogota pour appuyer de l'opération exécutée contre Carthagène des Indes par Morillo. Par la suite il traverse les plaines du Casanare et dans la savane Chire, le 30 octobre, subit un revers contre Joaquín Ricaurte. Ce recul est suivi par les victoires remportées dans la bataille de Bálaga ou Chitagá, le 25 novembre contre le général Rafael Urdaneta, et plus tard dans la bataille de Cachirí, le 21 février 1816, où il vainc le brigadier Custodio García Rovira. Le 6 mai il entre à Santa Fe de Bogotá au côté de Morillo.

### Campagne d'Apure
Au début de décembre 1816, Sebastián de la Calzada revint à Barinas avec la cinquième division (environ 1 500 hommes). Calzada reste longtemps à Barinas et dans les llanos, où il rend des services efficaces. En 1817, il entreprend une expédition dans la partie inférieure du río Apure et le 3 septembre Apurito défait le commandant Juan José Rebolledo. Menant sa division, il occupe le territoire entre San Fernando et Camaguán[Lequel ?], dans le cadre du déploiement stratégique effectué par Morillo pour repousser l'offensive contre le centre lancée par Simón Bolívar à la fin de l'année 1817. Après la bataille de Calabozo (es) le 2 décembre 1818, Morillo se retire à Valencia et où il est rejoint par Calzada. Le 14 mars, ce dernier participe à la prise du Paso de La Cabrera qui marque le début de la contre-offensive royaliste dans les vallées d'Aragua et dans laquelle il combat jusqu'à la défaite complète des républicains et leur retraite vers la ville d'Angostura.

### Campagne libératrice de la Nouvelle-Grenade
En 1819 Calzada est de retour à Sante Fe de Bogotá sous le commandement du vice-roi Juan de Sámano, avec Basilio García (es) au commandement du bataillon des « volontaires d'Aragon », lorsque le 7 juillet 1819 a lieu la bataille de Boyacá et la destruction de la troisième division de José María Barreiro. Deux jours plus tard, Calzada se retire à Pasto où il organise une division de 2 200 soldats avec lesquels il attaque et prend la ville de Popayán le 24 janvier 1820. Dans ces circonstances, le haut-commandement républicain décide d'envoyer un contingent de forces contre lui, connu sous le nom d'« armée du Cauca », commandé par le général Manuel Valdés.

### Libération finale du Venezuela
Après quelques incursions dans le valle del Cauca, Melchor de Aymerich y Villajuana charge Basilio Garcia des forces de Pasto et Calzada retourne au Venezuela où il participe à quelques-unes des opérations qui ont été effectuées après la bataille de Carabobo. En 1822, il combat au côté du maréchal de camp Francisco Tomás Morales (es), le commandement suprême de la forteresse de Puerto Cabello, est nommé chef adjoint et à partir du 3 août 1823, à la suite de la capitulation de Morales face aux républicains à Maracaibo, Calzada est le dernier commandant de la forteresse de Puerto Cabello, un poste qu'il occupe jusqu'au 8 novembre de la même année, lorsque ses forces capitulent devant le général vénézuélien José Antonio Páez.

### Mort
Libéré de sa prison au début de l'année 1824, Calzada part pour Cuba où il est probablement mort.